# .22 Winchester Magnum Rimfire
El .22 Winchester Magnum Rimfire, comúnmente llamado .22 WMR, .22 Magnum o simplemente .22 Mag, es un cartucho de percusión anular para fusil. Originalmente montaba una bala de 2,6 g (40 granos) entregando velocidades de salida del proyectil de 610 m/s (2000 fps), también se le montan balas de 3,2 g (50 granos) a 470 m/s (1530 fps) y 1,9 g a 670 m/s (2200 fps).

## Desarrollo
Fue presentado en 1959 por Winchester. No tardó en popularizarse al encontrar respaldo en armas de empresas importantes como Smith & Wesson y Ruger.

## Prestaciones

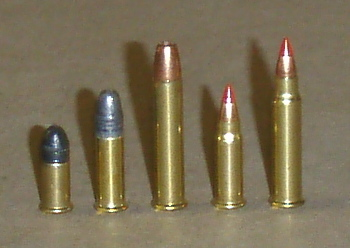
Un .22 Winchester Magnum Rimfire (en el centro).

Desarrollado como un cartucho para la caza menor y de alimañas hasta los 100 m, es lo bastante preciso como para ser adecuado para el tiro deportivo. Su pequeño tamaño y mayor potencia respecto a otros cartuchos del mismo calibre, hizo que se fabriquen algunos modelos de pistola muy pequeños para defensa personal que lo disparan. Según fuentes de fuerzas antiterroristas, es uno de los pocos cartuchos de pistola capaces de traspasar chalecos antibalas de nivel 3.
Aunque es claramente más potente que otros cartuchos de pequeño calibre, no suele ser capaz de derribar de un solo disparo salvo impactos en zonas concretas.
Dispara una bala de 5,7 mm de diámetro y 2,6 gramos de peso, a una velocidad inicial de 615 m/s, desarrollando 491 Julios.

## Armas que emplean el .22 Magnum
- Revólver Taurus Ultra Lite
- Pistola Kel-Tec PMR-30 (30 cartuchos)
- Revólver Colt Diamondback
- Revólver Ruger Single Six
- Revólver North American Arms 22MSE
- Revólver High Standard Longhorn